# Ernie C
Ernie C, pseudonimo di Eric Cunnigan (Saint Louis, 1960), è un chitarrista e produttore discografico statunitense.

## Biografia
È cresciuto a Los Angeles, precisamente a Compton e dalla sua amicizia con Ice T nacque il gruppo Body Count. Ha scritto la canzone Cop Killer insieme ad Ice T, ha inoltre prodotto "Forbidden" per i Black Sabbath e alcuni demo per i Rage Against the Machine e degli Stone Temple Pilots.

## Discografia

### Con i Body Count
- 1992 - Body Count
- 1992 - Body Count (EP)
- 1992 - There Goes The Neighborhood (EP)
- 1994 - Born Dead
- 1997 - Violent Demise: The Last Days
- 2005 - Live in L.A. (album dal vivo)
- 2006 - Murder 4 Hire
- 2014 - Manslaughter
- 2017 - Bloodlust

### Collaborazioni
- 1987 - Ice-T - Rhyme Pays (chitarra nel brano Somebody Gotta Do It (Pimpin' Ain't Easy))
- 1987 - Ice-T - The Iceberg/Freedom of Speech... Just Watch What You Say! (chitarra nel brano The Girl Tried To Kill Me e What Ya Wanna Do?)
- 2009 - Jane's Addiction - A Cabinet Of Curiosities (chitarra nel brano Don't Call Me Nigger, Whitey)

## Strumenti
- Chitarre Fernandes, Schecter
- Amplificatori Mesa Boogie, Marshall o Peavey.